# Effaceur
 (mai 2024).

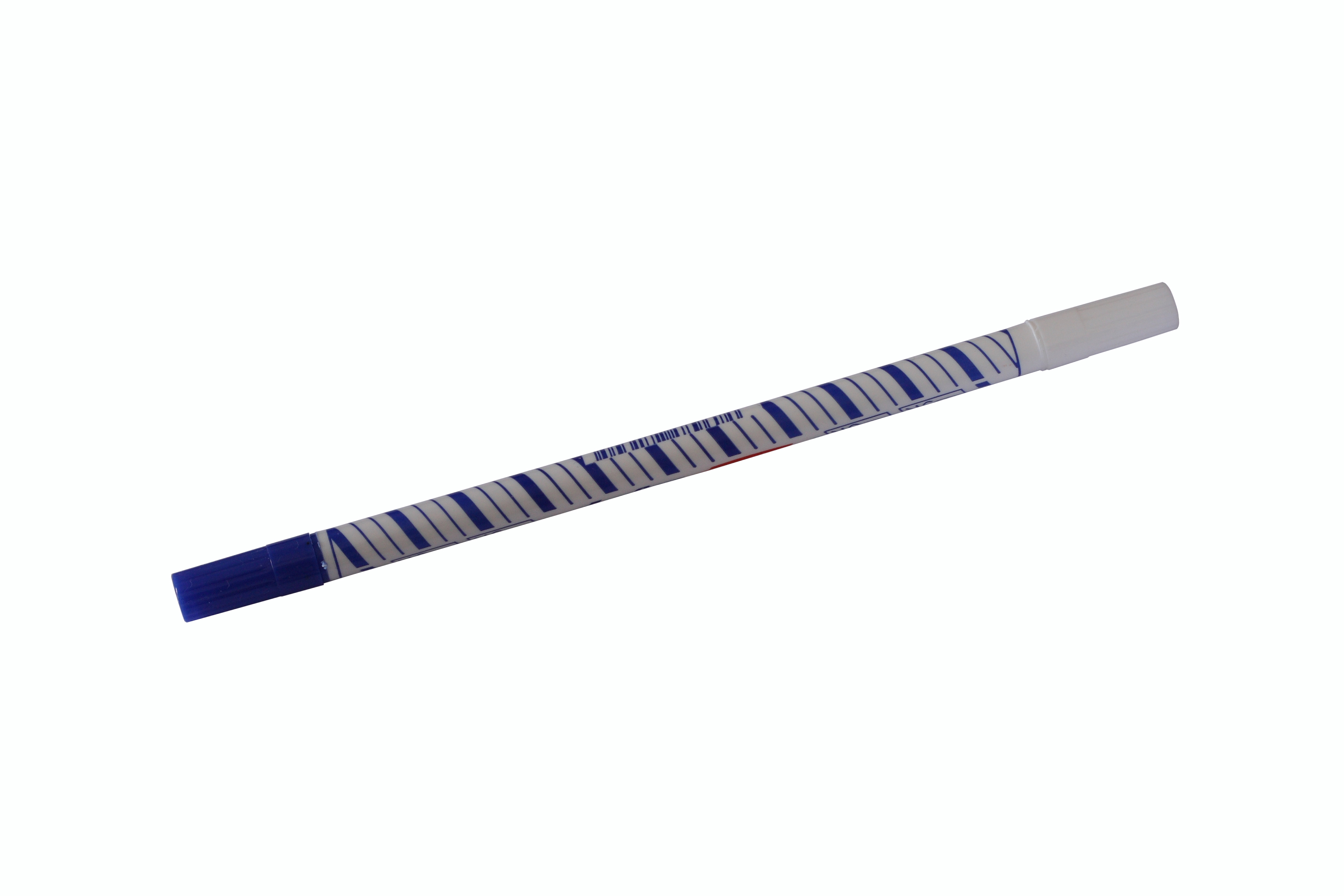
Un effaceur chimique.

Un effaceur, ou efface-encre, selon les régions. Il en existe deux formes. La forme la plus répandue repose sur une réaction chimique, c'est un stylo composé généralement de deux mines, une permettant d'effacer en déposant un liquide qui réagit avec l'encre (généralement d'un  stylo-plume ou même de certains stylos-bille) pour la rendre transparente, et une autre est un feutre dont l'encre ne réagit pas, permettant de réécrire à l'endroit où l'on a effacé. L'autre forme est peu répandue, c'est simplement un outil muni d'une lame permettant de gratter le papier imprégné d'encre.